# Cantons de Sena i Marne
Els cantons de Sena i Marne (Illa de França) són 23 i s'agrupen en cinc districtes. Fins al 2015 hi havia 43.

## Anterior al 2015

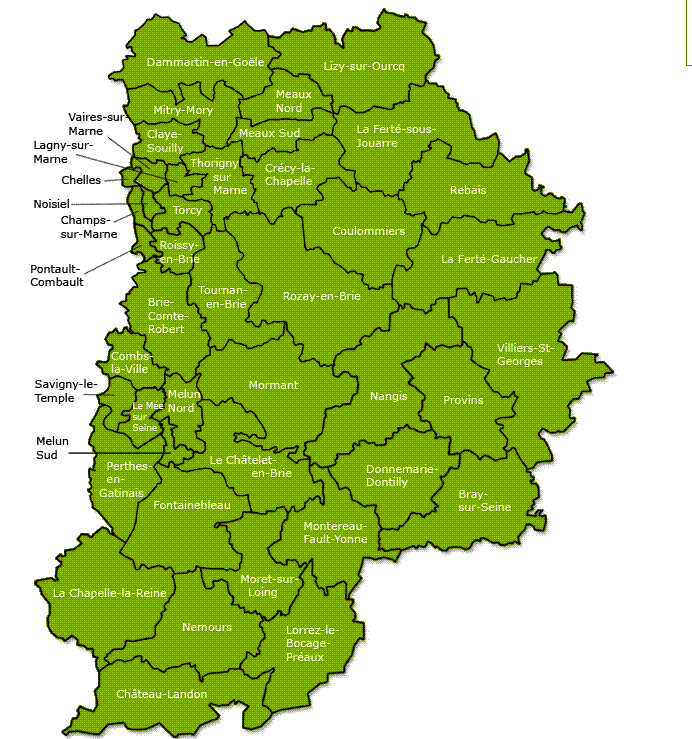
Cantons de Sena i Marne fins al 2015

- Districte de Melun (10 cantons - prefectura: Melun): cantó de Brie-Comte-Robert - cantó de Le Châtelet-en-Brie - cantó de Combs-la-Ville - cantó de Le Mée-sur-Seine - cantó de Melun-Nord - cantó de Melun-Sud - cantó de Mormant - cantó de Perthes - cantó de Savigny-le-Temple - cantó de Tournan-en-Brie

- Districte de Torcy (10 cantons - sotsprefectura: Torcy): cantó de Champs-sur-Marne - cantó de Chelles - cantó de Claye-Souilly - cantó de Lagny-sur-Marne - cantó de Noisiel - cantó de Pontault-Combault - cantó de Roissy-en-Brie - cantó de Thorigny-sur-Marne - cantó de Torcy - cantó de Vaires-sur-Marne

- Districte de Meaux (8 cantons - sotsprefectura: Meaux): cantó de Coulommiers - cantó de Crécy-la-Chapelle - cantó de Dammartin-en-Goële - cantó de la Ferté-sous-Jouarre - cantó de Lizy-sur-Ourcq - cantó de Meaux-Nord - cantó de Meaux-Sud - cantó de Mitry-Mory

- Districte de Fontainebleau (6 cantons - sotsprefectura: Fontainebleau): cantó de La Chapelle-la-Reine - cantó de Château-Landon - cantó de Fontainebleau - cantó de Lorrez-le-Bocage-Préaux - cantó de Moret-sur-Loing - cantó de Nemours

- Districte de Provins (9 cantons - sotsprefectura: Provins): cantó de Bray-sur-Seine - cantó de Donnemarie-Dontilly - cantó de La Ferté-Gaucher - cantó de Montereau-Fault-Yonne - cantó de Nangis - cantó de Provins - cantó de Rebais - cantó de Rozay-en-Brie - cantó de Villiers-Saint-Georges

## 2015

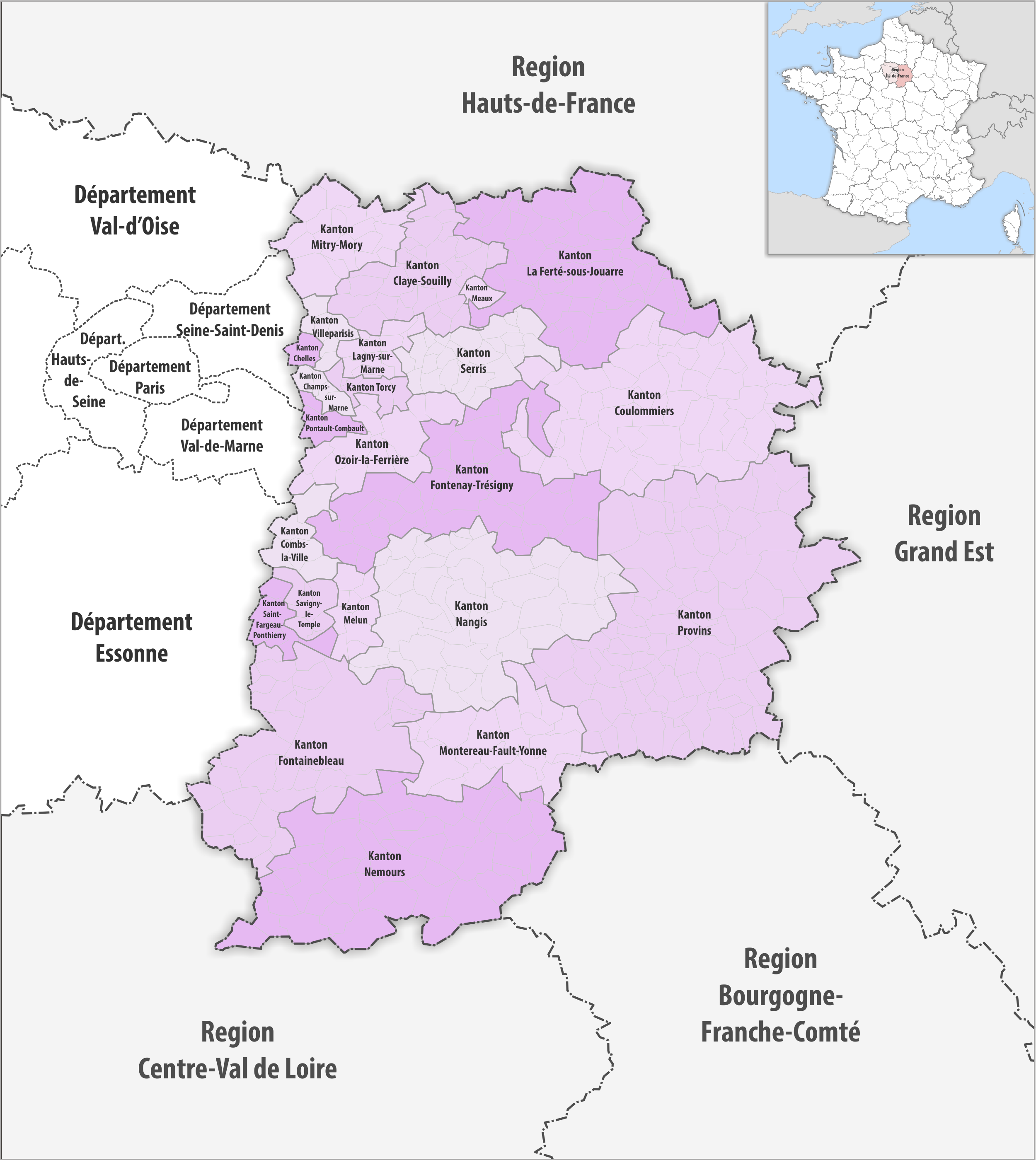
Divisió cantonal de Sena i Marne a partir del 2015

Una nova redistribució territorial va ser definida per decret del 18 de febrer de 2014, per al departament de Sena Saint-Denis, que va entrar en vigor en el moment de la primera renovació general d'assemblearis departamentals després d'aquest decret, qüestió que va passar al març de 2015.
Es va reduir de 43 a 23 cantons.
- Champs-sur-Marne
- Chelles
- Claye-Souilly
- Combs-la-Ville
- Coulommiers
- La Ferté-sous-Jouarre
- Fontainebleau
- Fontenay-Trésigny
- Lagny-sur-Marne
- Meaux
- Melun
- Mitry-Mory
- Montereau-Fault-Yonne
- Nangis
- Nemours
- Ozoir-la-Ferrière
- Pontault-Combault
- Provins
- Saint-Fargeau-Ponthierry
- Savigny-le-Temple
- Serris
- Torcy
- Villeparisis